# Clearwater, Nebraska
Clearwater är en ort i Antelope County i delstaten Nebraska, USA.